# アドルフ・ヴィンダウス
アドルフ・オットー・ラインホルト・ヴィンダウス（Adolf Otto Reinhold Windaus, 1876年12月25日 - 1959年6月9日）はドイツ帝国・ベルリン出身の化学者。
ベルリンで学生のときに薬学について学んだ。卒業後、1913年にフライブルク大学の助教授となり、コレステロールの研究を開始する。その後、研究対象はステロイド全般に渡った。1915年からはインスブルック大学の教授となった。その後、ゲッティンゲン大学でオットー・ヴァラッハの後任として化学科の学科長となった。1928年にステロールとビタミンの研究の業績に対し、ノーベル化学賞を受賞した。ゲッティンゲンで没。

## 業績
胆汁酸とステロールの研究に加えて、ビタミンB群とビタミンDの構造を解明してその化学合成を可能にした。この成果は製薬会社（バイエルとメルク）によって製品化されることで結実した。また、彼のコレステロールの構造についての研究は性ホルモンの研究の基礎となる結果を導き、また彼のジギタリス研究は心臓疾患の治療のへ向けたさまざまな薬剤の開発を導いた。1942年にコルヒチンの構造決定をしたことでも知られているが、1949年に誤りであることが判明した。